# William Wirt Howe
William Wirt Howe (* 24. November 1833 in Canandaigua, New York; † 17. März 1909) war ein US-amerikanischer Jurist.

## Leben
William Wirt Howe, Sohn von Henry Howe, war als Rechtsanwalt und wurde 1868 Richter am Obersten Gerichtshof von Louisiana (Louisiana Supreme Court), dem er bis 1872 angehörte. Im Anschluss war er wieder als Rechtsanwalt tätig und fungierte von 1897 bis 1900 als Präsident des Ausschusses der Kommissare für den öffentlichen Dienst (Board of Civil Service Commissioners) von New Orleans. Er wurde 1900 Mitglied der American Academy of Arts and Sciences.
Howe war mit Frances Gridley verheiratet und wurde nach seinem Tode auf dem Sunset Hill Cemetery in Clinton beigesetzt.